# Locomotiva-tender

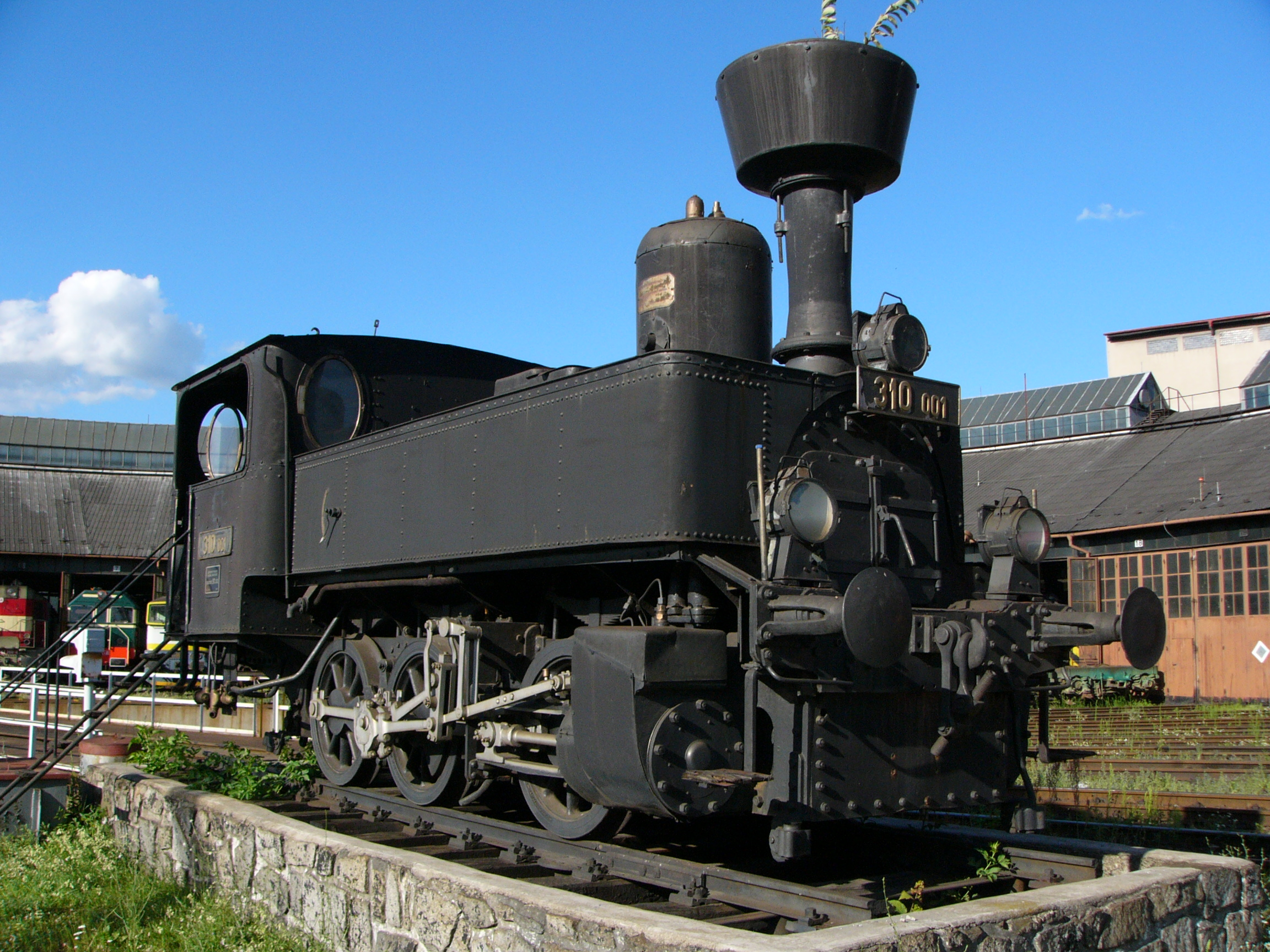
Locomotiva ex kkStB gruppo 97

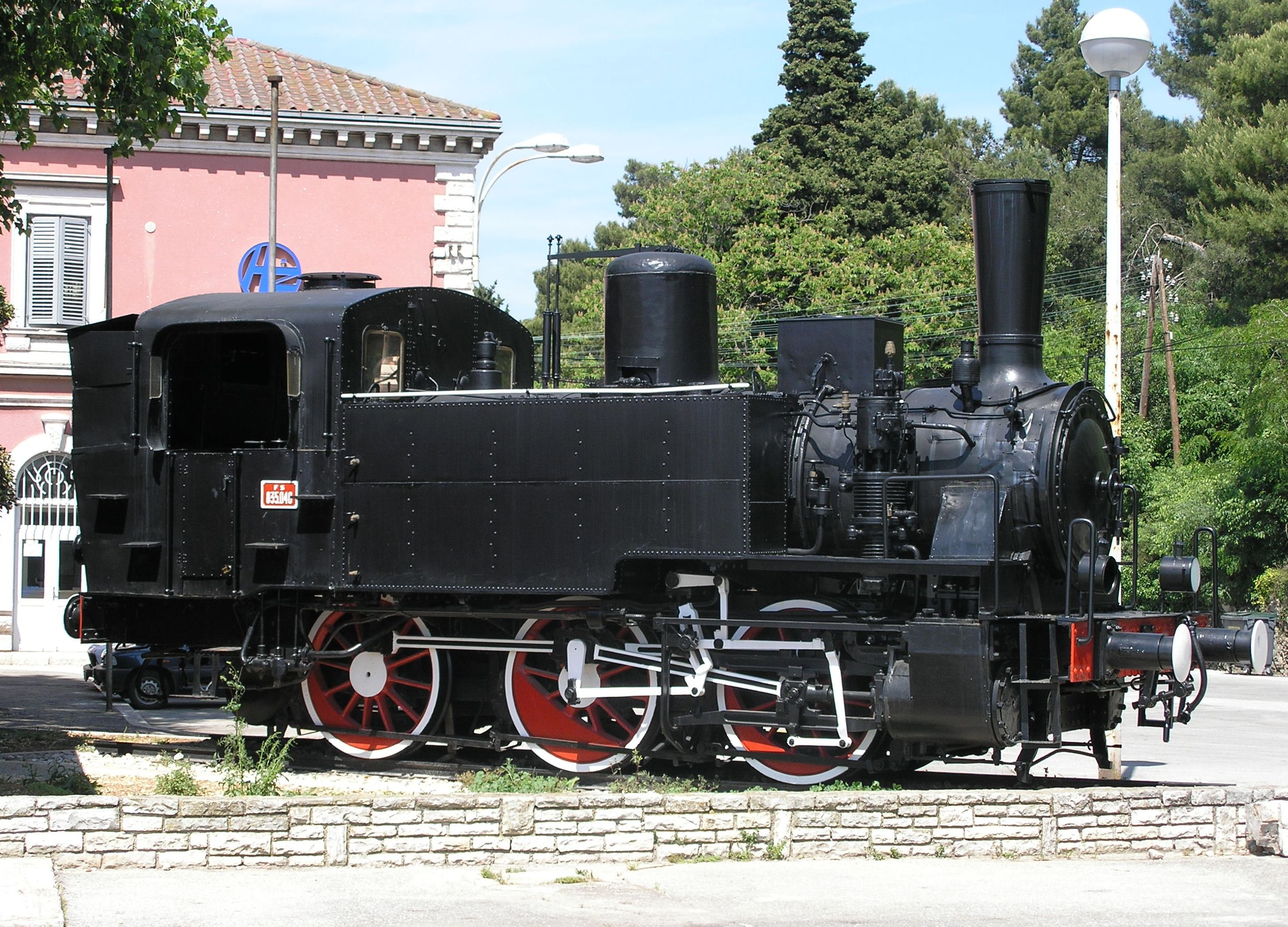
Locomotiva gruppo 835 delle Ferrovie dello Stato Italiane

La locomotiva-tender, definita comunemente locotender, è un particolare tipo di locomotiva a vapore il cui tender è accorpato sullo stesso carro anziché essere rimorchiato.

## Descrizione
La locomotiva-tender prende tale nome per effetto della fusione dei due termini "locomotiva" e "tender" che sintetizza l'effettiva fusione fisica delle due parti. In una "locotender" infatti la scorta d'acqua è in genere posta a fianco alla caldaia e può addirittura avvolgerla interamente come nel caso delle locomotive austriache delle kkStB gruppo 97, dal caratteristico camino con parascintille o delle locomotive gruppo 816 delle Ferrovie dello Stato Italiane e di tante altre analoghe di molte parti del mondo.
Il carico di carbone in genere trova posto dietro la cabina di guida in un cassone metallico aperto in alto per un agevole carico del carbone e con un'apertura calibrata in basso all'interno della cabina di guida per l'asportazione. In alcuni casi particolari di piccole locomotive la cassa del carbone può prendere posto ai lati della cabina.
La disposizione descritta prese origine dalla necessità, nel passato, di evitare alle locomotive l'onere di trainare un carro in più vista la loro potenza limitata. Le locomotive così costruite traevano addirittura vantaggio dal carico a bordo dell'acqua e del carbone perché aumentando il peso per asse aumentavano la loro aderenza ai fini della trazione.
Un ulteriore vantaggio era la lunghezza ridotta che permetteva il ricovero del treno anche nelle piccole stazioni munite di binari cortissimi e la facile giratura a termine corsa mediante piattaforme girevoli di piccolo diametro.
Le prime locotender erano in genere a due o tre assi accoppiati ma con l'andar del tempo ne vennero progettate e costruite anche di più grandi e potenti, come la locomotiva gruppo 910 delle Ferrovie dello Stato Italiane, proveniente dal parco della Rete Sicula, e la successiva 940, di cui qualche esemplare è sopravvissuto fino ad oggi.

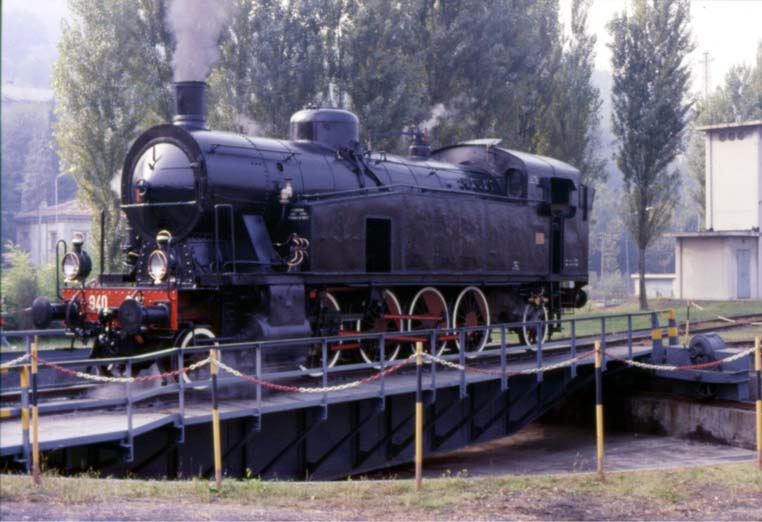
Locomotiva gruppo 940 delle Ferrovie dello Stato Italiane

Varie fabbriche europee hanno costruito delle locotender molto grandi, a 5 ed anche a 6 assi accoppiati, per le esigenze delle ferrovie più importanti. In Germania ad esempio sono state prodotte le "prussiane" T 16 nelle varie versioni; un esemplare di esse, a 5 assi accoppiati, è pervenuto anche alle Ferrovie dello Stato Italiane; classificato nel gruppo 897 prestò servizio per molto tempo negli scali ferroviari di Milano.
Le locomotive a vapore del tipo locotender sono state costruite in svariate migliaia di esemplari per le ferrovie di tutto il mondo e per ogni tipo di scartamento. Nelle reti ferroviarie più grandi sono presto finite a svolgere servizio di manovra negli scali. Nelle piccole ferrovie, in genere, sono sopravvissute alla trazione dei treni anche fino a tempi recenti come nel caso delle Ferrovie reggiane e le loro Locomotive T3 Henschel o in alcune linee della Società Veneta. Nella linea a scartamento ridotto Castelvetrano-Porto Empedocle hanno prestato servizio le R.302 fino quasi alla chiusura della linea.
Le locotender sopravvissute sono spesso utilizzate come monumento alla locomotiva o in certi casi, ripristinate, alla trazione di treni turistici d'epoca come nel caso del Trenino Verde in Sardegna. Caso singolare quello di 40 locotender dei gruppi 830 e 835 trasformate, dalle Ferrovie dello Stato, all'inizio degli anni sessanta in locomotive da manovra elettriche E.321
Anche le "inglesi" Garratt, pur essendo macchine particolari, possono rientrare nella categoria delle locotender.